# Miloslav Malý
Miloslav Malý (16 dicembre 1924 – 1985) è stato un calciatore cecoslovacco, di ruolo attaccante.

## Carriera

### Nazionale
Il 12 giugno 1948 debutta in Nazionale contro la Francia (0-4).